# 千门江湖之诡面疑云
《千门江湖之诡面疑云》（英語：The Unknown），2018年中国时代剧。由宁桓宇、金雯昕领衔主演，腾讯视频于2018年11月13日首播。

## 播出时间
| 频道     | 所在地   | 播映日期       | 播出时间                                      | 备注 |
| -------- | -------- | -------------- | --------------------------------------------- | ---- |
| 腾讯视频 | 中国大陆 | 2018年11月13日 | 每周二－周四20：00更新两集，VIP会员提前看下周 |      |

## 演员列表

### 主要演员
| 演員   | 角色   | 介紹 | 配音   |
| 宁桓宇 | 苏子全 | 市井混混出身，擁有“最強大腦”，機智過人，自稱天府裡第一神探。他雖擁有過目不忘之能，卻沒有童年的記憶。同時他還患有“恐女症”——一碰女人就打噴嚏，這也使蘇子全與女主角唐黛雲(金雯昕飾)的相處中，充滿了奇妙的化學反應。 | 王凯   |
| 金雯昕 | 唐黛云 | 上海灘首富唐家的大小姐，單純善良，有錢任性。她為了尋找失蹤的哥哥，與自稱蘇大能的蘇子全相識。 | 徐佳琦 |

### 其他演员
| 演員   | 角色   | 介紹 | 配音   |
| 李岱昆 | 陈一鸣 | 冷酷的唐府管家，身手了得、深不可測，唯獨對唐黛雲溫柔體貼。 千門中詭門人秦風                                                                  | 杨天翔 |
| 朱娅   | 芦紫绡 | 唯一不會使蘇子全“恐女症”發作的，便是青梅竹馬的蘆紫綃。這位劇院老闆娘風情萬種、江湖豪氣。她與蘇子全看似一對歡喜冤家，卻被蘇子全屢發“親人卡”。 | 陆庚宜 |
| 吴晴   | 林佩玉 | 女演員 |        |
| 謝其均 | 梅曦平 | |        |
| 杭程宇 |        | |        |
| 刘威州 | 广濑   | 拆白黨 | 杨默   |
| 陈奎亦 | 白云飞 | | 魏超   |

## 电视原声带
| 曲序 | 曲目           | 演唱   |
| ---- | -------------- | ------ |
| 1.   | 兄弟（主题曲） | 宁桓宇 |